# Luuq
Lugh, Luuq o Luuq Ganaane (لوك) es una ciudad somalí de la región de Gedo, situada junto al río Juba. Se trata de unas de las ciudades más antiguas de Somalia. 
En toda su historia ha estado fuertemente influida por el río, que rodea la ciudad casi completamente, a excepción del extremo sur.
Históricamente Luuq ha sido uno de los asentamientos más antiguos del país, permanente durante siglos. Durante mucho tiempo fue el principal centro político de Gedo, y aún sigue siendo capital del distrito de nombre homónimo, uno de los siete de la región.